# Thurlby (East Lindsey)
Thurlby – przysiółek w Anglii, w Lincolnshire. Thurlby jest wspomniany w Domesday Book (1086) jako Torulvesbi.